# 12132 Wimfröger
12132 Wimfröger eller 2103 P-L är en asteroid i huvudbältet som upptäcktes den 24 september 1960 av den nederländsk-amerikanske astronomen Tom Gehrels och det nederländska astronomparet Ingrid van Houten-Groeneveld och Cornelis Johannes van Houten vid Palomarobservatoriet. Den är uppkallad efter amatörastronomen Willem Albertus Fröger.
Asteroiden har en diameter på ungefär 8 kilometer.